# Cacheu (sector)
Cacheu é um sector na região de Cacheu da Guiné-Bissau com 1.004,4 km2.